# Acrolyta nens
Acrolyta nens là một loài tò vò trong họ Ichneumonidae.